# Adamas no Majo-tachi
Adamas no Majo-tachi (アダマスの魔女たち Adamasu no Majo-tachi?, lit. Las brujas de adamas), también conocida como The Witches of Adamas en inglés, es una serie de manga japonés escrito e ilustrado por Yu Imai. Fue serializado en la revista de manga seinen Gekkan Young Magazine de Kōdansha desde el 20 de julio de 2018 hasta el 18 de noviembre de 2021, antes de ser transferido al sitio web YanMaga Web el 20 de diciembre de 2021. Hasta el momento de su finalización la serie fue recopilada en once volúmenes tankōbon.

## Publicación
Adamasu no Majotachi es escrito e ilustrado por Yu Imai. Fue serializado en la revista de manga seinen Gekkan Young Magazine de Kōdansha del 20 de julio de 2018, al 18 de noviembre de 2021, y luego se transfirió al sitio web de YanMaga Web el 20 de diciembre de 2021. Kōdansha ha recopilado sus capítulos individuales en volúmenes de tankōbon. El primer volumen se publicó el 6 de marzo de 2019, y hasta el momento se han lanzado nueve volúmenes.
En América del Norte, Seven Seas Entertainment obtuvo la licencia del manga para su lanzamiento en inglés tanto en formato físico como digital bajo su sello para adultos Ghost Ship. El primer volumen se lanzó el 15 de febrero de 2022.
| Volúmenes de manga publicados | Volúmenes de manga publicados | Volúmenes de manga publicados |
| Número                        | Fecha de publicación          | ISBN                          |
| ----------------------------- | ----------------------------- | ----------------------------- |
| 1                             | 6 de marzo de 2019            | ISBN 978-4-06-514841-9        |
| 2                             | 6 de septiembre de 2019       | ISBN 978-4-06-516989-6        |
| 3                             | 6 de marzo de 2020            | ISBN 978-4-06-518842-2        |
| 4                             | 5 de agosto de 2020           | ISBN 978-4-06-520456-6        |
| 5                             | 6 de enero de 2021            | ISBN 978-4-06-522009-2        |
| 6                             | 17 de junio de 2021           | ISBN 978-4-06-523677-2        |
| 7                             | 18 de noviembre de 2021       | ISBN 978-4-06-525877-4        |
| 8                             | 20 de abril de 2022           | ISBN 978-4-06-527461-3        |
| 9                             | 20 de octubre de 2022         | ISBN 978-4-06-529474-1        |
| 10                            | 20 de marzo de 2023           | ISBN 978-4-06-531079-3        |
| 11                            | 20 de septiembre de 2023      | ISBN 978-4-06-533033-3        |

## Recepción
En una revisión del primer volumen, Christopher Farris de Anime News Network comentó que el enfoque de la serie en el fanservice como vehículo para la comedia le permite «desplegar con éxito el tipo de contenido que sólo sería una distracción en obras menos dedicadas», añadiendo, sin embargo, que debido a la naturaleza de su contenido, que «ocasionalmente se acerca a la pornografía directa antes de dar prioridad a la comedia entretenida de nuevo, la serie no va a ser para todos».